# Karaulapass
Der Karaulapass ist ein 1179 m hoher Straßenpass zwischen den Städten Jajce und Travnik in Bosnien und Herzegowina. Der unausgebaute Schotterweg über den Pass stellt die direkte Verbindung zwischen diesen Orten dar. Aufgrund der schlechten Straßenverhältnisse nutzt der Straßenverkehr jedoch überwiegend die Magistralstraßen 16 und 5 über Donji Vakuf. Über den Pass verläuft die Wasserscheide zwischen den Einzugsgebieten der Flüsse Vrbas und Bosna.

## Namensherkunft
Das Wort karaula steht im serbokroatischen Sprachraum für „Wachturm“ oder „Grenzturm“.

## Geschichte
In einer österreichischen Militärkarte aus dem Jahre 1910 sind auf dem Pass militärische Anlagen verzeichnet. Auch während des Bosnienkrieges 1992–95 verlief die Frontlinie zwischen den Armeen der Serben und Bosniaken meist in unmittelbarer Nähe des umkämpften Karaula-Passes. Zeugen des ICTY gaben an, dass zu dieser Zeit arabische Mudschahedin am Pass stationiert waren, um die bosniakischen Truppen bei der Verteidigung von Travnik und den Vorstößen in Richtung Jajce zu unterstützen.

## Verlauf der Passstraße
Die Passstraße beginnt etwas südlich von Jajce an einem Abzweig nahe der Mündung des Flüsschens Rijeka („Fluss“) in den Vrbas. Die ersten Kilometer sind asphaltiert; jedoch wird die Straße nach dem Verlassen der Vororte von Jajce bald zu einem Schotterweg, der für etwa 20 km im seit dem Bosnienkrieg nahezu unbewohnten Tal der Rijeka verläuft. Danach verlässt er das Tal und windet sich in Serpentinen dessen Südhang hinauf. Dabei erreicht er abschnittsweise Steigungen von 16 %.
In etwa 1000 m Höhe befindet sich 5 km vor dem Sattel das einzige noch bewohnte Dorf auf der Westseite des Passes, welches ebenfalls Karaula heißt. Der Schotterweg verläuft ab hier durch dichten Mischwald; an beiden Straßenseiten wird vor verlegten Landminen gewarnt. Nach rechts zweigt ein weiterer Weg ab, der über Oborci nach Donji Vakuf führt.
Hinter dem Sattel geht der Wald in offene Vegetation und genutzte Viehweiden über. Ab Hamandžići, dem ersten Ort in der Gemeinde Travnik, ist die Straße wieder durchgehend asphaltiert. Sie führt nun mit teils ebenso steilem Gefälle wie auf der Westseite ins Tal der Lašva hinab, welches trotz der großen Zerstörungen im Bosnienkrieg wieder durchgehend bewohnt ist. Kurz vor Turbe mündet von Norden die Koričani-Passstraße ein.